# پورتویگ
پورتویگ (به انگلیسی: Portavogie) یک روستا در بریتانیا است که در Ards واقع شده‌است. پورتویگ ۲٬۱۲۲ نفر جمعیت دارد.